# Short Brothers
Short Brothers plc, conosciuta come Shorts o anche solo Short, è un'azienda aeronautica del Regno Unito con sede a Belfast, Irlanda del Nord.

## Storia

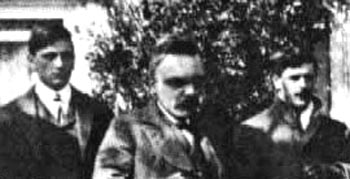
Da sinistra a destra, i tre fratelli Short: Oswald (1883-1969), Horace (1872-1917) ed Eustace (1875-1932), fondatori della Short Brothers a Mussell Manor nel 1909.

### Origini
La Shorts fu fondata nel 1908 in un sobborgo di Londra, e fu la prima azienda del mondo a costruire aeroplani in serie.
L'azienda aveva avuto origine già nel 1897, quando Eustace Short (1875-1932) aveva comprato un pallone aerostatico a idrogeno di seconda mano e poco più tardi, insieme al fratello Oswald (1883-1969), aveva avviato una piccola società per sviluppare e produrre palloni aerostatici.
Nel 1900 i due fratelli visitarono l'Esposizione di Parigi dove ebbero modo di vedere i palloni di Édouard Surcouf, creatore della Société Astra, che aveva messo a punto un metodo per costruire palloni perfettamente sferici.
Nel 1902 Eustace e Oswald iniziarono a mettere in vendita i palloni da loro prodotti, fabbricati a Hove nel Sussex, nei locali che si trovavano sopra il laboratorio per la produzione di apparecchi acustici di un terzo fratello, Horace Short (2 luglio 1872 - 6 Aprile 1917). Horace aveva inventato un amplificatore acustico e stava lavorando per perfezionarlo con l'agente europeo di Thomas Edison, George Edward Gouraud. 
Nel 1903, Horace chiuse l'officina di Hove e iniziò a lavorare allo sviluppo di una turbina a vapore con Charles Parsons.
Eustace e Oswald spostarono il loro laboratorio prima a Londra poi a Battersea, nei pressi dell'officina del gas di Battersea e fu qui che Horace li raggiunse nel novembre 1908 per fondare la Short Brothers con lo scopo di costruire su licenza il Wright Flyer I dei fratelli Wright. 
I primi sei aerei furono consegnati al Royal Aero Club britannico.

### Prima guerra mondiale
Durante la prima guerra mondiale la Short Broters produsse l'idrovolante Short Type 184 la cui produzione proseguì anche dopo la guerra raggiungendo un totale di circa 900 esemplari prodotti.

### Primo dopoguerra
Il successo del Type 184 influenzò e in un certo senso determinò lo sviluppo successivo della produzione dall'azienda che rimase da allora e fino alla fine della seconda guerra mondiale, con poche eccezioni, sempre fedele alla progettazione e allo sviluppo di idrovolanti.
Tuttavia la crisi economica che si ebbe nei primi anni '20, causò tempi difficili per l'industria aeronautica britannica a cui la Shorts sopravvisse senza riduzione del personale attraverso la diversificazione produttiva arrivando a costruire piccoli autobus e vetture tramviarie per il mercato del Regno Unito.
Altri fattori fecero sì che la Shorts si specializzasse negli idrovolanti: fino agli anni '40, gli aeroporti erano pochi e costosi mentre era semplice ed economico usare come scali il mare, i laghi e persino alcuni fiumi; gli aerei poi erano considerati ancora poco affidabili e l'unico modo sicuro per un aereo passeggeri di attraversare i mari era utilizzando un idrovolante che, in caso di guasto, poteva almeno tentare di ammarare. 
La Shorts così entrò nel mercato di questo tipo di velivoli con tre modelli della serie Singapore.

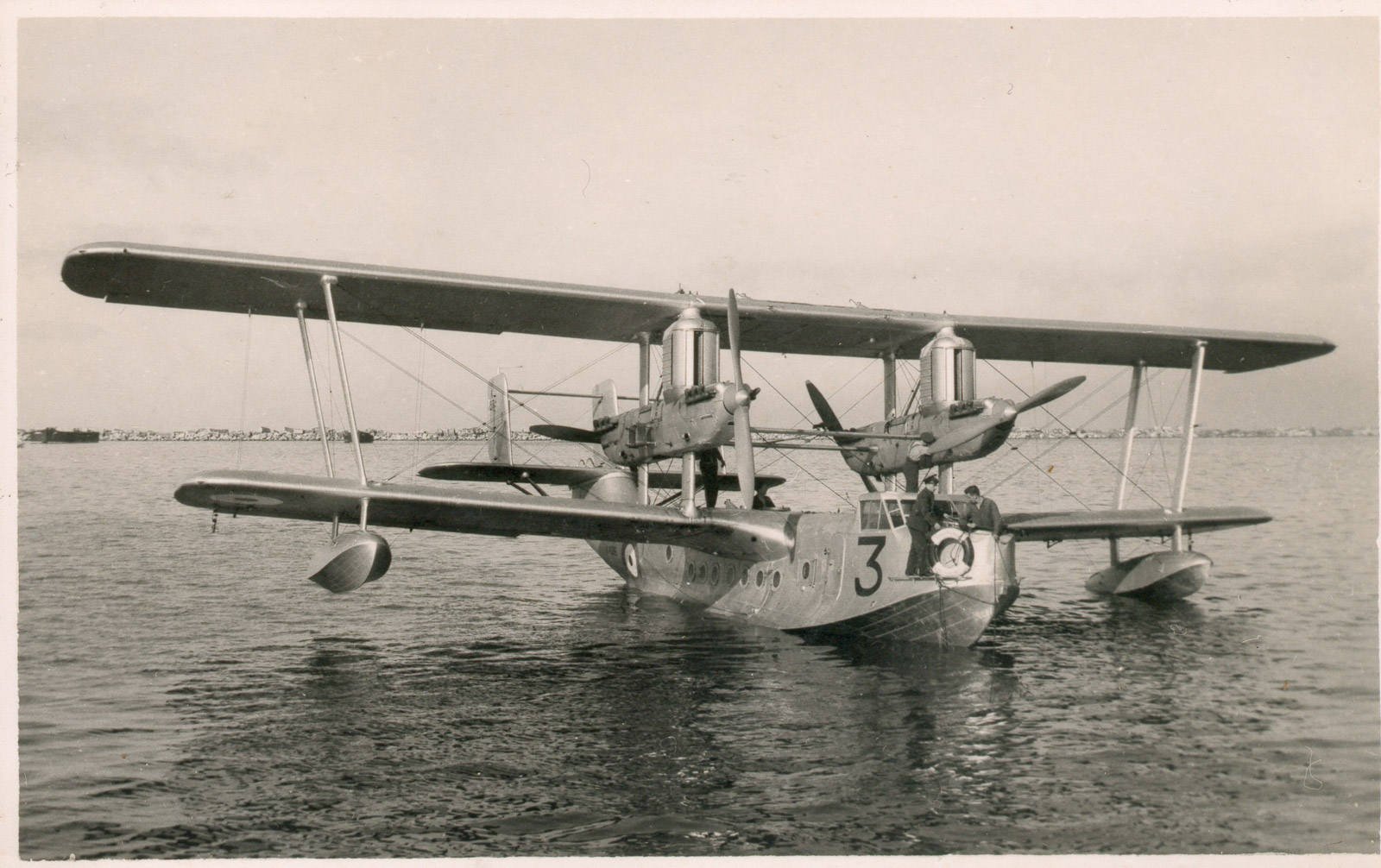
Uno Short "Singapore"

Negli anni '30 la Short produsse una serie di idrovolanti di dimensioni sempre maggiori su richiesta della Imperial Airways che li adibì ai collegamenti da e per i territori dell'allora vasto Impero britannico.
Tra di essi si annoverano, oltre al già citato Singapore, il Short S.8 Calcutta, sua evoluzione e il grande Short S.23 Empire che insieme al simile Short S.25 Sunderland, concepito per uso militare come pattugliatore marittimo, costituì il nerbo della flotta di idrovolanti britannica del periodo antecedente allo scoppio dell seconda guerra mondiale.

### Seconda guerra mondiale
Allo scoppio della seconda guerra mondiale gli idrovolanti Short furono preziosi per la difesa della Gran Bretagna durante e dopo la battaglia d'Inghilterra.
La lunga autonomia e il conseguente lungo raggio d'azione del Sunderland permisero di coprire il vasto tratto di Oceano Atlantico tra l'Irlanda e l'Islanda permettendo un efficace contrasto all'azione degli U-boot tedeschi che colpivano le navi mercantili alleate. 
Nel 1943, il governo britannico assunse il controllo della Short avvalendosi dell'articolo 78 della legge per la difesa del territorio. 
Oswald Short, che era presidente dell'azienda diede le dimissioni ma restò presidente onorario a vita.
Nel 1938, su richiesta dell'Air Ministry britannico, dal Sunderland era stata ricavata una versione ruotata, lo Short Stirling, un apparecchio polivalente che nelle intenzioni doveva essere adatto sia al bombardamento che al trasporto truppe.
L'apparecchio si dimostrò di buon livello e fu realizzato in diverse versioni in 2.383 esemplari, ma era nato già superato dal punto di vista tecnologico e fu presto rimpiazzato da aerei più moderni.
Fu il secondo aereo terrestre della casa dopo il Short Scylla dei primi anni '30, anch'esso derivato da un idrovolante.
Durante la Battaglia d'Inghilterra lo stabilimento di Rochester (all'epoca il più importante) fu bombardato e danneggiato gravemente dalla Luftwaffe, di conseguenza lo stabilimento di Belfast, all'inizio della guerra fuori dalla portata dei bombardieri tedeschi, divenne essenziale per la produzione della Shorts.
Sfortunatamente, la Domenica di Pasqua 1942, anche lo stabilimento di Belfast venne raggiunto e bombardato. 
Tuttavia erano stati costruiti una serie di piccoli impianti produttivi a Aldergrove (vicino all'aeroporto di Belfast) e a Maghaberry oltre che a un impianto temporaneo a White Cross Bay vicino al lago di Windermere che produssero 16 Sunderland Mark III. 
Anche gli stabilimenti Austin Motors di Longbridge (Birmingham) continuò a produrre gli Stirling mentre la Blackburn Aircraft produsse alcuni Sunderland, pertanto la produzione della Short non si interruppe mai veramente.

### Secondo dopoguerra
Dal 1947, anche a seguito delle distruzioni belliche, la Short decise di concentrare tutte le sue attività a Belfast. 
la Short Brothers Ltd (Rochester e Bedford) e la Short Brothers e Harland limited si fusero lo stesso anno nella Short Brothers e Harland Limited. 
Nel 1948 anche l'amministrazione e la gestione si trasferirono a Belfast.
Con la fine della seconda guerra mondiale finì l'epoca dei grandi idrovolanti e di conseguenza, nel corso degli anni '50, la Shorts lavorò su diversi progetti, tra cui il Short SC1, un aereo VTOL e si dedicò allo studio di bombardieri e aerei per la caccia ai sottomarini nell'epoca di forti tensioni internazionali conosciuta come guerra fredda.
Nel 1954, la Bristol Aeroplane Company acquistò il 15,25% della Short. 
Questi fondi furono utilizzati nella produzione dei velivoli commerciali Bristol Britannia, soprannominato dalla stampa The Whispering Giant ovvero il gigante sussurrante.
Solo 15 delle 35 unità previste furono effettivamente costruite dalla Short.
Nel corso degli anni '60, la Shorts si ritagliò una nicchia nel settore degli aerei da trasporto sulle brevi distanze costruendo lo Short SC.7 Skyvan, in diretta concorrenza con il contemporaneo De Havilland Twin Otter canadese. 
Il suo punto forte era nel suo grande portellone posteriore per facilitare il carico e di questi aerei se ne trovano ancora oggi alcuni esemplari nell'Artico canadese.
Nel corso degli anni '70, la Shorts entrò nel mercato degli aerei regionali con il Short 330, un'evoluzione dello Skyvan. 
Una versione più lunga divenne poco dopo lo Shorts 360, dalla linea più aerodinamica. 
Nel 1977 la società tornò ad essere semplicemente Short Brothers, e nel clima di privatizzazioni dell'epoca tatcheriana, nel 1984, fu iniziato il processo di privatizzazione.
Tuttavia, la situazione politica in Irlanda del Nord e la recessione economica portarono presto la Shorts sull'orlo del fallimento.
Ad esempio, nel 1988, un gruppo di lavoratori lealisti Nord-irlandesi cercarono di vendere alcune parti di un nuovo missile, nonché informazioni sul suo progetto al governo pro apartheid del Sudafrica in cambio di armi per le forze para-militari. 
I responsabili furono scoperti e arrestati con un trafficante di armi e un diplomatico del Sudafrica nel mese di aprile dello stesso anno a Parigi. 
Infine la società fu acquistata da Bombardier Aerospace nel mese di ottobre 1989 divenendo fornitore di parti per la Canadair e per altri costruttori di aeromobili.

### Altre produzioni
Oltre alla produzione di aerei la Short, a partire dalla fine degli anni '50, si specializzò anche nella costruzione di sistemi missilistici, tra cui i Sea Cat, e di armamenti, tra cui i sistemi d'arma antiaerei portatili.

### Nuova proprietà
Nel 1989 la Shorts fu acquisita dalla Bombardier Aerospace e ad oggi rappresenta la più grande azienda manifatturiera dell'Irlanda del Nord.
Prima dell'acquisizione il capitale sociale era suddiviso tra: il governo britannico con il 69.5%, la Rolls-Royce con il 15.25% e la Harland & Wolff con il 15.25%.

## Modelli costruiti

### 1900–1909
- Short Biplane No. 1
- Short Biplane No. 2 (1909)
- Short Biplane No. 3

### 1910–1919
- Dunne D.5 (1910)
- Dunne D.6 (1911)
- Short S.27 (1910)
- Short Tandem-Twin (1911, a 2 motori rotativi per il pilota F. McClean)[3]
- Short S.34 (Versione a lunga autonomia del S.27)
- Short S.36 (1912)
- Short S.38 (1912)
- Short S.39 Triple-Twin (1911)[3]
- Short S.41 (1912)
- Short S.42 monoplano
- Short S.45 (1912)
- Short S.46 (1912) monoplano bimotore a trazione e a spinta, soprannominato il Double Dirty
- Short S.47 Triple-Tractor (1912, 2 × 50 hp motori rotativi)[3]
- Short Folder (1913 ff.)- nome generico applicato a differenti modelli.
- Short Admiralty Type 3 - Simile al Type S.38.
- Short Admiralty Type 42
- Short Admiralty Type 74
- Short Admiralty Type 81 (1913).
- Short S.80 soprannominato The Nile.
- Short S.81 (1913) aereo porta cannone sperimentale.
- Short Admiralty Type 135 (1914)
- Short Admiralty Type 136 (1914)
- Short Admiralty Type 166 (1914)
- Short Admiralty Type 184 (1915)
- Short Bomber (1915)
- Short Type 827 (1914)
- Short Type 830 (1914)
- Short 310 (1916)
- Short Type 320 (1916)
- Short F.3 Felixstowe (1917)
- Short F.5 Felixstowe (1918)
- Short N.1B Shirl (1918)
- Short N.2A(1917)
- Short N.2B (1917)
- R31 (airship) (1918)
- Short Sporting Type (1919)

### 1920–1929
- Short Silver Streak (1920)
- Short N.3 Cromarty (1921)
- Gnosspelius Gull (1923)
- Short S.1 Cockle (1924)
- Short S.2 (1924)
- Short S.3 Springbok (1923)
- Short S.3a Springbok (1925)
- Short S.3b Chamois (1927)
- Short S.4 Satellite (1924)
- Short S.5 Singapore I (1925)
- Short S.6 Sturgeon (1927) (Biplano)
- Short S.7 Mussel (1926)
- Short S.8 Calcutta (1928)
- Short S.10 Gurnard (1929)
- Short Crusader (1927)

### 1930–1939
- Short S.8/8 Rangoon (1930)
- Short S.11 Valetta (1930)
- Short S.12 Singapore II (1930)
- Short S.17 Kent (1931)
- Short S.14 Sarafand (1932) (originalmente conosciuto come Short R6/28)
- Short-Kawanishi S.15 KF1
- Short S.16 Scion/Scion II (1933)
- Short S.18 Knuckleduster (1933)
- Short L.17 Scylla (1934)
- Short S.19 Singapore III (1934)
- Short S.20 Mercury
- Short S.21 Maia
- Short S.22 Scion Senior (1935)
- Short S.23 Empire Flying Boat (1936)
- Short S.25 Sunderland (1937)
- Short S.25 Sandringham (derivato dal Sunderland)
- Short S.26 G-Class (1939)
- Short S.27 Civet - progetto - non costruito  (1936)
- Short S.30 Empire Flying Boat (1938)
- Short S.31 (Stirling di dimensioni ridotte) (1938)
- Short S.32
- Short S.29 Stirling (1939)

### 1940–1949
- Short S.33 Empire Flying Boat (1940)
- Short S.35 Shetland 1 (1944)
- Short S.45 Seaford (1944)
- Short S.45 Solent (1946)
- Short S.38 SA1 Sturgeon (1946)
- Short S.39 SA2 Sturgeon
- Short Nimbus (1947)
- Short S.40 Shetland 2 (1947)
- Short SB3 Sturgeon
- Short SA6 Sealand (1948)

### 1950–1959
- Short S.42 SA4 Sperrin (1951)
- Short S.43 SA5 (solo progetto)
- Short S.48 SA9 (aliante - solo progetto)
- Short SB1 (1951)
- Short SB5 (1952)
- Short SB.4 Sherpa (1953)
- Short SB6 Seamew (1953)
- Short SB7 Sealand III
- Short SC1 (1957)

### 1960–1989
- Short SC9 Canberra (1961)
- Short SD1 Canberra (1961)
- Short SC7 Skyvan (1963)
- Short SC5 Belfast (1964)
- Short 330 (1974)
- Short 360 (1981)
- Short C-23 Sherpa (1985)

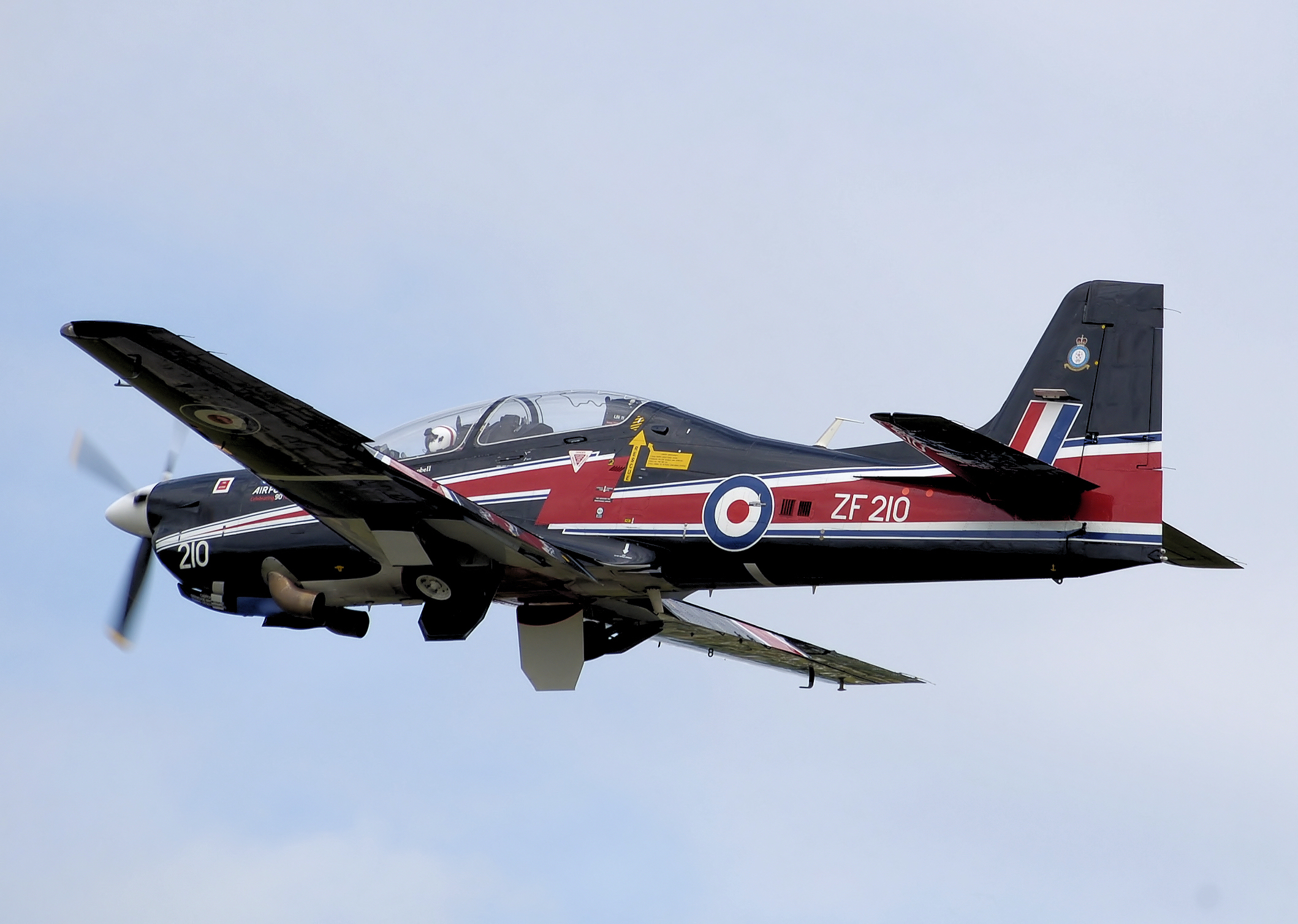
Uno Short 312 Tucano della Royal Air Force, in colori speciali, alla mostra di aerei della RAF del 2008.

- Short 312 Tucano (1986, ultimo aereo progettato prima dell'acquisizione da parte della Bombardier Aerospace nel 1989)

### Dirigibili
- R31
- R32
- R38 (ZR-2)